# Stenodrillia horrenda
Stenodrillia horrenda é uma espécie de gastrópode do gênero Stenodrillia, pertencente a família Drilliidae.